# (3876) Quaide
(3876) Quaide (1988 KJ) – planetoida z pasa głównego asteroid okrążająca Słońce w ciągu 5,26 lat w średniej odległości 3,02 j.a. Odkryła ją Eleanor Helin 19 maja 1988 roku.